# 商務省 (タイ)
商務省 (タイ語:กระทรวงพาณิชย์、英語：Ministry of Commerce 英語略：MOC）は、タイ王国政府の省の一つ。1892年に設置。

## 概要
商務省は、商取引、重要農産物の価格設定、消費者保護、企業活動、保険、知的財産、輸出について担当する省である。また世界貿易機構（WTO）におけるタイの代表を務める。内閣の閣僚である商務大臣が省の長となる。

## 歴史
1892年、ラーマ5世によって農業商務省（กระทรวงเกษตรพนิชการ）が設置され、その後1898年に農業省（กระทรวงเกษตราธิการ：現在の農業・協同組合省）が分離、1938年に経済省（กระทรวงเศรษฐการ：現在は廃止）が分離する。
設置当初、商務省に庁舎はなく、省長の邸宅が執務室として用いられたが、ラーマ6世の時代にきちんとした庁舎が使われることになった。庁舎は、グロムルワンアディソーンウドムデート宮（วังกรมหลวงอดิศรอุดมเดช）、グロムルワンボーディンパイサーンソーパン宮（วังกรมหลวงบดินทร์ไพศาลโสภณ）、グロムムーンティワーゴーンウォンプラワット宮(วังกรมหมื่นทิวากรวงษ์ประวัติ）の三箇所の宮殿敷地にあり、70年間に渡り使用されてきた。1989年に、現在のノンタブリー県タムボン・バーングラスーの48ライの官用地に新庁舎を移転した。

## 所在地
ノンタブリー県 ムアン郡 サナームビンナーム通り  44/100　（ 44/100 ถนนสนามบินน้ำ อำเภอเมือง　จังหวัดนนทบุรี 11000）

## 部局

### 事務
- 大臣官房
- 次官事務局

### 内部部局
- 貿易局 （กรมการค้าต่างประเทศ）
- 国内商取引局 （กรมการค้าภายใน）
- 保険局 （กรมการประกันภัย）
- 国際通商交渉局 （กรมเจรจาการค้าระหว่างประเทศ）
- 知的財産局 （กรมทรัพย์สินทางปัญญา）
- 流通事業開発局 （กรมพัฒนาธุรกิจการค้า）
- 通商振興局 （กรมส่งเสริมการค้าระหว่างประเทศ）

## 省関連の公社
- 公共倉庫機構（องค์การคลังสินค้า）

## 省関連の公共機関
- タイ宝石宝飾品研究所（สถาบันวิจัยและพัฒนาอัญมณีและเครื่องประดับแห่งชาติ）（GIT）
- タイ美術工芸振興国際センター（ศูนย์ส่งเสริมศิลปาชีพระหว่างประเทศ）（SACICT）

## 関連事項
- 内閣 (タイ)